# North Street
Il North Street, noto anche come Impact Arena è uno stadio di calcio situato ad Alfreton, Inghilterra. Ospita le partite in casa dell'Alfreton Town Football Club.